# Ґейл Кінг
Ґейл Кінґ (англ. Gayle King; 28 грудня 1954) — американська телеведуча, журналістка й авторка, з 2012 року — співведуча ранкового шоу на каналі CBS News під назвою CBS This Morning. Редакторка-консультантка журналу O, The Oprah Magazine.

## Особисте життя
Кінґ народилася у Чеві-Чейзі, штат Меріленд, у сім'ї Скотта й Пеггі Кінґів. Її батько був інженером-електриком, а мати — домогосподаркою. Батько Кінґ кілька років працював у Туреччині, де вона провела дитинство, навчаючись в американській школі. Пізніше сім'я повернулася до Меріленду. Ґейл закінчила Мерілендський університет у 1976 році, отримавши подвійний ступінь з психології та соціології. З 1976 року товаришує з Опрою Вінфрі. Вона також дружить з Говардом Стерном, незважаючи на те, що Стерн і Вінфрі критикують одне одного.
Була у шлюбі з Біллі Бампусом, адвокатом і помічником генерального прокурора у штаті Коннектикут, із 1982 по 1993 рік. У неї є син і дочка.

## Кар'єра

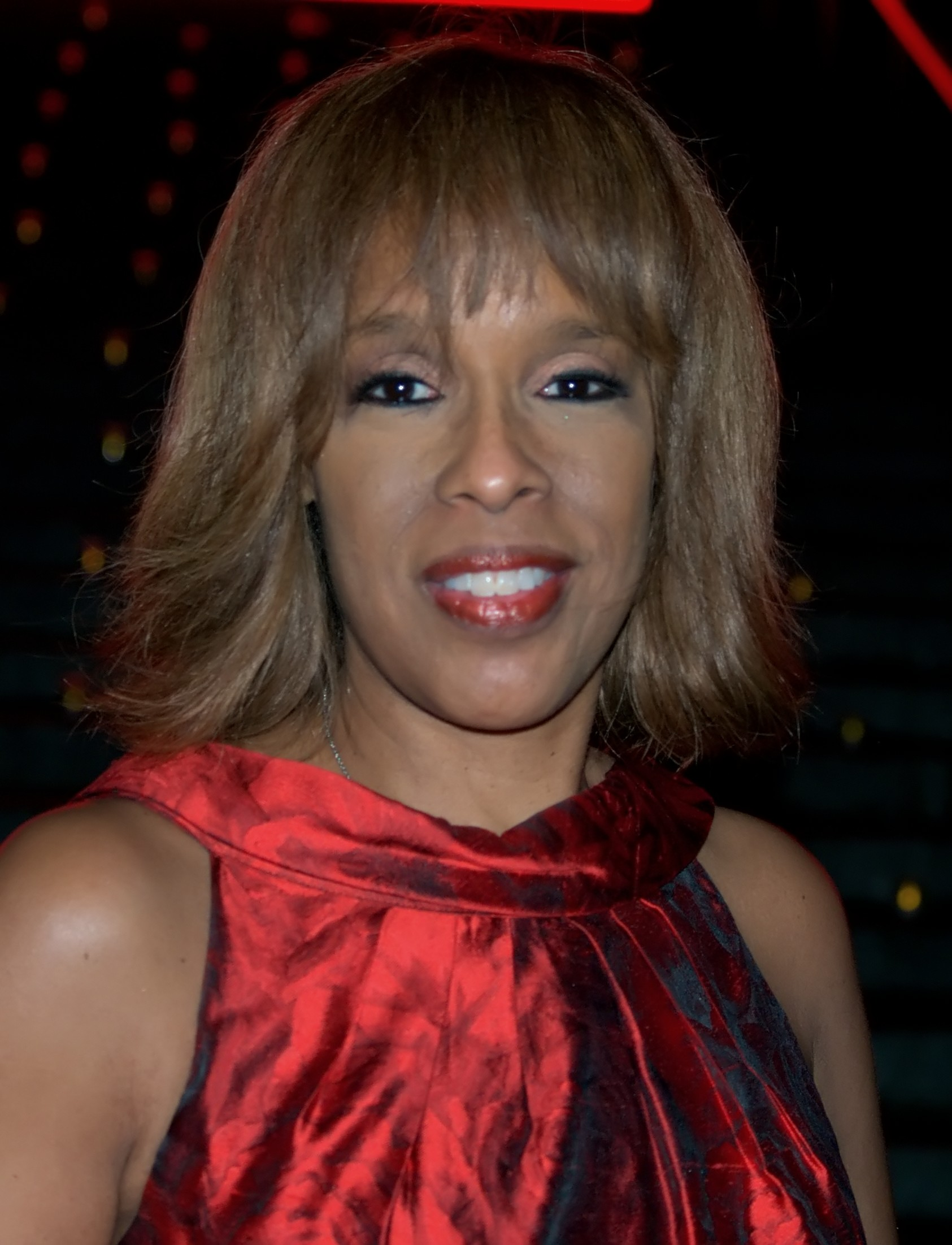
Кінг на кінофестивалі Tribeca 2009 року

### Телевізійні новини
Кінг почала кар'єру виробничим асистентом на каналі WJZ-TV у Балтиморі, де познайомилася з Опрою Вінфрі, яка тоді була там ведучою. Пізніше Кінг стажувалася як репортер WTOP-TV у Вашингтоні, округ Колумбія. Після роботи в WJZ вона переїхала у Канзас-Сіті, штат Міссурі, де працювала ведучою вихідного дня і репортеркою на WDAF-TV. У 1981 році її найняли ведучою новин на каналі WFSB в Гартфорді, штат Коннектикут, де вона працювала упродовж 18 років й отримала премію Еммі. Частину того часу вона жила в Гластонбері.

### Ток-шоу
Кінг працювала спеціальним кореспондентом «Шоу Опри Вінфрі». У 1991 році недовгий час вона була співведучою денного ток-шоу на NBC під назвою Cover to Cover разом з Робін Вагнер, яке скасували через 13 тижнів. У 1997 році їй запропонували власний синдиковане ток-шоу The Gayle King Show, яке було скасоване після одного сезону через низький рейтинг.
У вересні 2006 року Кінг почала вести The Gayle King Show на радіо XM Satellite Radio.
3 січня 2011 року Кінг почала вести нове шоу, також під назвою The Gayle King Show, на OWN. The Gayle King Show закрилося 17 листопада 2011 року, коли Кінг перейшла на CBS, ставши співведучою шоу CBS This Morning.
За чутками, Кінг розглядали як заміну як для Стар Джонс (у 2006 році) і Розі О'Доннелл (у 2007 році) як ведучої на The View, а також як потенційну заміну Елізабет Гасселбек, якщо б вона залишила The View у червні 2013 року, однак нічого з цього не відбулося.

### Друковані видання
У 1999 році Кінг стала редактором журналу O, The Oprah Magazine.

### Мережеві новини
Перед тим, як приєднатися до CBS News, Кінг працювала спеціальною кореспонденткою Good Morning America. 10 листопада 2011 року вона уклала угоду з CBS на посаду співведучої на CBS This Morning починаючи з 9 січня 2012 року. Її називають однією з найкращих ведучих на CBS. Вона публічно в ефірі закликала CBS до прозорості, коли стало відомо, що CBS планує зберегти приватною інформацію про випадки сексуального зловживання та домагань на CBS. У грудні 2018 року ходили чутки, що Кінг була розлючена протиріччями і тим, як CBS поводиться, і що вона може бути готова піти з мережі. Писали, що вона вимушена тримати CBS This Morning укупі. Вона отримала визнання за свою витриманість під час інтерв'ю з Р. Келлі про звинувачення в сексуальному зловживанні проти співака: коли він встав зі свого крісла і почав кричати і бити себе в груди, Кінг залишалася надзвичайно спокійною.
У 2018 році Кінг потрапила до Зали слави радіомовлення та кабельного телебачення.